# 10657 Wanach
10657 Wanach este un asteroid din centura principală de asteroizi.

## Descriere
10657 Wanach este un asteroid din centura principală de asteroizi. A fost descoperit pe 25 martie 1971 la Observatorul Palomar de Cornelis Johannes van Houten, Ingrid van Houten-Groeneveld și Tom Gehrels. Asteroidul prezintă o orbită caracterizată de o semiaxă mare de 2,80 ua, o excentricitate de 0,04 și o înclinație de 3,6° în raport cu ecliptica.